# 香蝇子草
香蝇子草（学名：Silene odoratissima）为石竹科蝇子草属下的一个种。